# Théophile de Pontoi-Pontcarré
Le marquis Jules Frédéric Paul (dit Théophile) de Pontoi Camus de Pontcarré est un homme politique français, né le 28 décembre 1817 à Paris et mort le 27 mars 1903 dans le 8e arrondissement de Paris.

## Biographie
Riche propriétaire, héritier notamment du château de Villebon, il est président du comice agricole de Nogent-le-Rotrou et maire de Villebon. Conseiller d'arrondissement en 1846, il est élu conseiller général du canton de La Loupe en 1848. Il est représentant d'Eure-et-Loir de 1871 à 1876, siégeant à droite et inscrit à la réunion des Réservoirs. 
Il est officier de l'ordre national de la Légion d'honneur et officier d'Académie.

## Sources
- « Théophile de Pontoi-Pontcarré », dans Adolphe Robert et Gaston Cougny, Dictionnaire des parlementaires français, Edgar Bourloton, 1889-1891 [détail de l’édition]